# 타이거! 타이거!

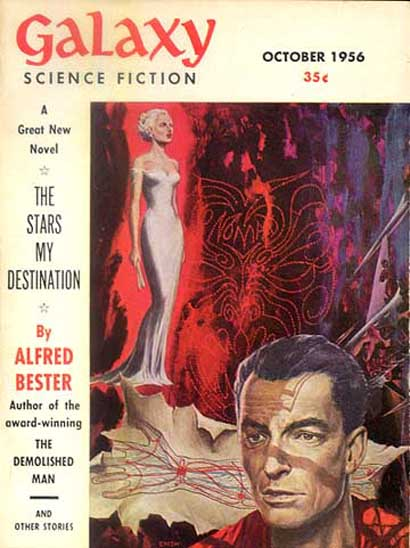

《타이거! 타이거!》(Tiger! Tiger!)는 앨프리드 베스터가 쓴 SF 소설이다. Galaxy magazine 1956년 10월호부터 4차례에 걸쳐 연재되었다.